# Eckert (Familienname)
Eckert ist ein deutscher Familienname.

## Herkunft
Der Name ist die oberdeutsche Form des Familiennamens Eckhardt.

## Namensträger

### A
- Achim Eckert (* 1956), österreichischer Mediziner
- Adam-Claus Eckert (* 1946), deutscher Manager
- Adolf Eckert (Verbandsfunktionär) (1830–1916), deutscher Landwirt und Agrarfunktionär
- Adolf Eckert-Möbius (1889–1976), deutscher Mediziner
- Albert Eckert (* 1960), deutscher Politiker (parteilos) und Bürgerrechtler
- Ali Eckert, deutscher Filmproduzent, Filmregisseur und Drehbuchautor
- Alexander Eckert (1875–1920), Schauspieler, siehe Alexander Ekert
- Alexander Eckert (Produzent) (* 1973), deutscher Regisseur und Filmproduzent
- Alfred Eckert (1916–2009), deutscher Ballonfahrtpionier, Künstler und Widerstandskämpfer in der NS-Zeit
- Allan W. Eckert (1931–2011), US-amerikanischer Autor
- Alois Eckert (1887–1976), deutscher katholischer Geistlicher; 1952–1959 Präsident des Deutschen Caritasverbandes
- Andrea Eckert (* 1958), österreichische Schauspielerin
- Andreas Eckert (* 1964), deutscher Historiker
- Anneliese Eckert, deutsche Autorin
- Annette Eckert (* 1968), deutsche Architektin
- Annette C. Eckert (* 1946), deutsche Frauenrechtlerin, Autorin, Journalistin und Publizistin, Künstlerin und linke politische Aktivistin
- Antoinette Eckert (* 1956), Schweizer Politikerin (FDP)
- Anton Josef Eckert (1875–1944), deutscher Architekt
- Astrid M. Eckert (* 1971), deutsch-amerikanische Historikerin

### B
- Bärbel Eckert (* 1955), deutsche Leichtathletin, siehe Bärbel Wöckel
- Brita Eckert (* 1947), deutsche Bibliothekarin

### C
- Charles R. Eckert (1868–1959), US-amerikanischer Politiker
- Christian Eckert (Wirtschaftswissenschaftler) (1874–1952), deutscher Wirtschaftswissenschaftler und Hochschullehrer
- Christian Eckert (Politiker) (* 1956), französischer Politiker (PS)
- Christian Eckert (Musiker) (* 1965), deutscher Jazzgitarrist
- Claudia Eckert (* 1959), deutsche Informatikerin
- Cynthia Eckert (* 1965), US-amerikanische Ruderin

### D
- Dennis Eckert Ayensa (* 1997), deutsch-spanischer Fußballspieler
- Detlef Eckert (* 1951), deutscher Politiker und Leichtathlet, Paralympicsteilnehmer
- Dieter Eckert (Jurist) (1926–2013), deutscher Jurist und Ministerialbeamter
- Dieter Eckert (Grafiker) (* 1942), deutscher Grafiker
- Dieter Eckert (Architekt) (* 1954), deutscher Architekt
- Dietmar Eckert (1913–2002), deutscher Offizier
- Doris Eckert (1915–2005), deutsche Hürdenläuferin

### E
- Edeltraud Eckert (1930–1955), deutsche Schriftstellerin
- Edgar Eckert (Skilangläufer) (* 1948), deutscher Skilangläufer
- Edgar Eckert (Schauspieler) (* 1982), Schweizer Schauspieler
- Eduard Eckert (1806–1867), Mitglied der Frankfurter Nationalversammlung
- Emil Eckert (1892–1975), Schweizer Versicherungsfunktionär
- Erich Eckert (1881–nach 1949), deutscher Autor und Regisseur
- Ernst Eckert (Politiker) (1885–1952), tschechoslowakischer Parlamentsabgeordneter
- Ernst Eckert (1904–2004), Strömungsmechaniker
- Erwin Eckert (1893–1972), deutscher evangelischer Pfarrer und Politiker (KPD)
- Eugen Eckert (Maler) (1911–1998), deutscher Bildhauer und Maler
- Eugen Eckert (Pfarrer) (* 1954), deutscher Pfarrer und geistlicher Liedtexter

### F
- Ferdinand Eckert (1884–1948), deutscher Lehrer und Heimatforscher
- Florian Eckert (* 1979), deutscher Skirennläufer
- Franz Eckert (Komponist) (1852–1916), deutscher Komponist
- Franz Eckert (Jurist, 1895) (1895–1954), österreichischer Jurist, Heimatschutz-Referent
- Franz Eckert (Jurist) (1931–2017), österreichischer Jurist
- Franz Eckert (Theologe) (* 1943), deutsch-schweizerischer Theologe
- Fred J. Eckert (* 1941), US-amerikanischer Politiker
- Friedemann Eckert (* 1984), deutscher Theater- und Filmschauspieler
- Friedrich Eckert (Funktionär) (1914–1999), Vizepräsident des Deutschen Siedlerbundes
- Friedrich Eckert (Heimatforscher), deutscher Regionalhistoriker
- Fritz Eckert (Architekt) (1852–1920), schwedischer Architekt
- Fritz Eckert (Politiker, 1877) (1877–1944), deutscher Jurist und Politiker, Bürgermeister von Moers
- Fritz Eckert (Schauspieler) (1902–1942), deutscher Schauspieler
- Fritz Eckert (Politiker, 1911) (1911–1980), österreichischer Politiker (ÖVP)
- Fritz Eckert (General) (1935–2004), deutscher Brigadegeneral

### G
- Georg Eckert (1912–1974), deutscher Pädagoge, Historiker und Politiker (SPD)
- Georg Eckert (Historiker) (* 1983), deutscher Historiker
- Georg Maria Eckert (1828–1901), deutscher Landschaftsmaler, Fotograf, Modellbauer und Sammler
- Georg Martin Eckert (1807–1894), deutscher Politiker
- George Nicholas Eckert (1802–1865), US-amerikanischer Politiker
- Gerald Eckert (* 1960), deutscher Komponist
- Gerhard Eckert (1912–2009), deutscher Schriftsteller
- Gottlieb Eckert (1845–1920), deutscher Kommunalpolitiker
- Guido Eckert (* 1964), deutscher Journalist und Schriftsteller
- Günter Eckert (1918–2008), deutscher Fußballspieler
- Günther L. Eckert (1927–2001), deutscher Architekt

### H
- Hans Eckert (Jurist) (1912–2011), Schweizer Anwalt, Flüchtlingshelfer, tätig im militärischen Nachrichtendienst der Schweiz
- Hans Eckert (Schriftsteller) (1938–2004), deutscher Lehrer, Schriftsteller und Regionalhistoriker
- Hans-Joachim Eckert (* 1948), deutscher Jurist
- Hans-Werner Eckert (* 1953), deutscher Rechtswissenschaftler
- Heike Eckert (* 1968), deutsche Geschäftsfrau
- Heinrich Eckert (Drucker), niederländischer Buchdrucker
- Heinrich Eckert (Fotograf) (1833–1905), böhmischer Fotograf
- Heinrich Eckert (Lehrer) (1899–1985), deutscher Pädagoge und Fossiliensammler
- Heinrich Eckert (Musikwissenschaftler) (1905–1957), deutscher Musikwissenschaftler und Pianist
- Heinrich Ambros Eckert (1807–1840), deutscher Historien-, Schlachten- und Genremaler sowie Lithograf
- Heinrich Ferdinand Eckert (1819–1875), deutscher Landmaschinenfabrikant
- Heinz Eckert (1929–2015), deutscher Musiker und Komponist
- Hella Eckert (* 1948), deutsche Schriftstellerin
- Hellmut Eckert (* 1956), deutscher Chemiker
- Helmut Eckert (Bildhauer) (* 1950), deutsch-österreichischer Bildhauer, Maler und Designer
- Helmut Paul Eckert (Helmuth Paul Eckert; Remigius Eichhorn; 1934–2006), deutscher Schriftsteller
- Herbert Eckert, eigentlicher Name von Peter Eckart (Schriftsteller) (1898–nach 1949), deutscher Schriftsteller
- Herbert Eckert (Kameramann), deutscher Kameramann
- Hermann Eckert (1873–1964), deutscher Fotograf
- Holger Eckert (1903–1993), polnisch-deutscher Schauspieler
- Horst Eckert (Mediziner) (1930–1991/1992), deutscher Chirurg
- Horst Eckert, eigentlicher Name von Janosch (* 1931), deutscher Illustrator und Schriftsteller
- Horst Eckert (Sportjournalist) (1932–2014), deutscher Sportjournalist und -funktionär
- Horst Eckert (Rennfahrer) (* 1951), deutscher Automobilrennfahrer
- Horst Eckert (Autor) (* 1959), deutscher Autor

### J
- Jakob Eckert (Bildhauer) (1847–1882), deutscher Bildhauer
- Jakob Eckert (1916–1940), deutscher Fußballspieler
- Jennifer Eckert (* 1988), deutsche Künstlerin und Autorin
- Jindřich Eckert (1833–1905), böhmischer Fotograf, siehe Heinrich Eckert (Fotograf)
- Jochen Eckert (* 1940), deutscher klinischer Psychologe
- Johann Adam Philipp Eckert (1845–1903), deutscher Architekt
- Johannes Eckert (Stadtoriginal) (1888–1959), deutsches Original aus Frankfurt
- Johannes Eckert (Jurist) (1900–1986), deutscher Richter
- Johannes Eckert (Parasitologe) (* 1931), Schweizer Parasitologe
- Johannes Eckert (Abt) (* 1969), deutscher Benediktinerabt
- John Eckert (* 1939), US-amerikanischer Jazztrompeter
- John Presper Eckert (1919–1995), US-amerikanischer Computerpionier
- Jörn Eckert (1954–2006), deutscher Jurist und Rechtshistoriker
- Josef Eckert (Wiesentechniker) (1854–1908/1909), deutscher Wiesentechniker
- Josef Eckert (Ministerialbeamter) (1889–1970), deutscher Ministerialbeamter
- Josef Eckert-Labin (1881–1959), österreichischer Maschinenbauer und Hochschullehrer
- Jost Eckert (1940–2020), deutscher römisch-katholischer Theologe
- Julia Eckert (* 1967), deutsche Ethnologin und Hochschullehrerin
- Jürgen Eckert (* 1962), deutscher Werkstoffwissenschaftler

### K
- Karl Eckert (Heimatforscher) (Karl Martin Eckert; 1888–1975), deutscher Unternehmer und Heimatforscher
- Karl Eckert (Politiker, 1895) (1895–nach 1935), deutscher Theologe und Politiker (NSDAP)
- Karl Eckert (Politiker, 1928) (1928–2004), deutscher Politiker (CDU)
- Karl Eckert (Komponist, II), deutscher Komponist
- Karl Anton Eckert (1820–1879), deutscher Komponist und Kapellmeister
- Kaja Eckert (* 2001), deutsche Schauspielerin
- Kathrin Eckert (1983–2014), österreichische Hörfunkmoderatorin
- Klaus Eckert (Journalist), deutscher Journalist und Fernsehmoderator
- Klaus Eckert (Maler) (* 1944), österreichischer Maler
- Klaus Eckert (Verleger) (* 1961), deutscher Verleger

### L
- Leon Eckert (* 1995), deutscher Politiker und Mitglied des Deutschen Bundestages für Bündnis 90/Die Grünen

### M
- Manfred Eckert (* 1951), Professor für Berufspädagogik und berufliche Weiterbildung
- Max Eckert-Greifendorff (1868–1938), deutscher Geograph
- Max W. Eckert (1897–1975), deutscher Sportfunktionär im Kanusport
- Michael Eckert (* 1949), deutscher Wissenschaftshistoriker
- Michael Eckert (Theologe) (* 1951), deutscher römisch-katholischer Theologe

### N
- Nora Eckert (* 1954), deutsche Journalistin und Transsexuelle

### O
- Onno Eckert (* 1985), deutscher Politiker (SPD) und Landrat
- Oskar Eckert (1890–1927), Schweizer Maler
- Otto Eckert (Fabrikant) (1851–??), deutscher Fabrikant und Politiker
- Otto Eckert (Pfarrer) (1891–1940), deutscher Pfarrer
- Otto Eckert (Maler) (1898–1980), deutscher Maler, Grafiker und Ziselier
- Otto Eckert (Keramiker) (1910–1995), tschechischer Keramiker und Hochschullehrer

### P
- Paul Eckert (* 1990), deutscher Skicrosser
- Penelope Eckert (* 1942), US-amerikanische Linguistin
- Peter Eckert (Ingenieur) (1904–nach 1955), deutscher Ingenieur und Berufsschulgründer
- Peter Eckert (Mediziner, 1936) (1936–2019), deutscher Chirurg
- Peter Eckert (Maler) (* 1939), deutscher Maler
- Peter Eckert (Schriftsteller) (* 1946), deutscher Mundartschriftsteller
- Peter Eckert (Mediziner, vor 1953) (* vor 1953), deutscher Chirurg und Verbandsfunktionär
- Piet Eckert (* 1968), Schweizer Architekt

### R
- Rainer Eckert (Linguist) (* 1931), deutscher Baltist und Slawist
- Rainer Eckert (Historiker) (* 1950), deutscher Historiker
- Ralph Eckert (* 1965), deutscher Billardspieler und -trainer
- Richard Eckert (* 1938), deutscher Landespolitiker (Baden-Württemberg) (REP)
- Rinde Eckert (* vor 1965), US-amerikanischer Librettist, Autor, Komponist, Regisseur und Schauspieler
- Robert Eckert (Heimatforscher) (1924–2012), deutscher Museumsleiter und Heimatforscher
- Robert Eckert (Volkswirt) (1935–2005), deutscher Volkswirt und Berufsfachschulleiter
- Roland Eckert (* 1937), deutscher Soziologe
- Rolf Eckert (1912–1965/1966), Schweizer Ingenieur
- Rudolf Eckert (Autor) (1859–1913), deutscher Journalist, Historiker und Dichter
- Rudolf Eckert (Gewerkschafter) (1911–1952), deutscher Politiker (SPD/SED) und Gewerkschafter

### S
- Samantha Eckert (* 2007), deutsche Tennisspielerin der Special Olympics
- Sandra Eckert, deutsche Politikwissenschaftlerin und Hochschullehrerin
- Siegfried Eckert (* 1956), deutscher Basketballfunktionär
- Simon Eckert (* 1981), deutscher Schauspieler
- Simone Eckert (* 1966), deutsche Gambistin
- Svea Eckert (* um 1983), deutsche Journalistin

### T
- Theodor Eckert (Ringer) (1882–1953), deutscher Ringer
- Theodor Eckert (Erfinder) (1887–1960), deutscher Erfinder und Lehrer
- Theodor Eckert (Apotheker) (1924–1995), deutscher Apotheker
- Theodor Eckert (Journalist) (* 1953), Schweizer Journalist
- Thomas Eckert (* 1959), deutscher Pädagoge und Hochschullehrer
- Till Eckert (* 1990), deutscher Investigativ-Journalist
- Tim Eckert (* 1975), deutscher Schauspieler
- Tobias Eckert (* 1980), deutscher Politiker

### V
- Victor Eckert (1887–1958), deutscher Intendant und Theaterdirektor
- Volker Eckert (1959–2007), deutscher Serienmörder

### W
- Wallace John Eckert (1902–1971), US-amerikanischer Astronom
- Walter Eckert (1913–2001), österreichischer Maler
- Walther Eckert (1887–?), deutscher Klassischer Philologe
- Werner Eckert (Sportler) (1922–2001), deutscher Kugelstoßer
- Werner Eckert (* 1959), deutscher Journalist
- Wilhelm Eckert (1899–1980), deutscher Jurist, Hochschullehrer, Verwaltungsbeamter und Politiker (CDU)
- Willehad Paul Eckert (1926–2005), deutscher römisch-katholischer Priester und Theologe
- Wim Eckert (* 1969), Schweizer Architekt
- Wolfgang Eckert (Politiker) (1912–1994), deutscher Politiker (SPD), MdA
- Wolfgang Eckert (Schriftsteller) (* 1935), deutscher Schriftsteller
- Wolfgang Eckert (Fußballspieler) (* 1952), deutscher Fußballspieler
- Wolfgang Eckert (Bildhauer) (* 1964), deutscher Bildhauer
- Wolfram Eckert (* 1983), österreichischer Musiker, siehe Wolfram (Musiker)